# Im Krebsgang
Im Krebsgang ist eine im Jahr 2002 erschienene Novelle von Günter Grass. Ähnlich wie in früheren Werken beschäftigt sich Grass sehr ausführlich mit der Wirkung der Vergangenheit auf die Gegenwart und mit deren Verarbeitung. Er flicht verschiedene Handlungsstränge ineinander und verknüpft dabei Realität und Fiktion. Während das Attentat von David Frankfurter auf Wilhelm Gustloff und der Untergang des Schiffes Wilhelm Gustloff reale Ereignisse sind, übertragen die fiktionalen Mitglieder der Familie Pokriefke den Untergang in die heutige Zeit.

## Handlung

Beziehungen der Figuren im Werk

Ich-Erzähler der Novelle ist der Journalist Paul Pokriefke, der am 30. Januar 1945, dem Tag der Versenkung des Kraft-durch-Freude-Schiffes Wilhelm Gustloff durch ein sowjetisches U-Boot, geboren wurde. Seine noch sehr junge, werdende Mutter Tulla Pokriefke, geboren in Danzig, befand sich unter den mehr als 10.000 Passagieren und konnte beim Untergang des Schiffes gerettet werden. Unmittelbar nach der Rettung kommt Paul an Bord des Torpedoboots „Löwe“, das die Gustloff begleitete, zur Welt. Sein Vater ist selbst der Mutter unbekannt. Pauls Leben ist durch diese Umstände geprägt, vor allem weil ihn seine Mutter Tulla immer wieder drängt, es sei „seine Pflicht“, das Unglück schriftstellerisch aufzuarbeiten.
Paul beginnt im Laufe seines Lebens Recherchen anzustellen, um die Geschehnisse aufzuarbeiten, und stößt dabei auf eine interessante Website, www.blutzeuge.de. Später stellt der Erzähler fest, dass sein von ihm getrennt lebender Sohn Konny durch Tullas Einfluss ebenfalls Interesse an der Geschichte des Schiffes entwickelt hat und er derjenige ist, der die Website ins Leben gerufen hat. Paul hat zu Konny ein eher distanziertes Verhältnis, da seine frühere Frau Gabi ihn nach der Scheidung mit dem gemeinsamen Sohn verlassen hat und Konny von seinem Vater entfremdet hat. Konny begeistert sich immer mehr für den Untergang des Schiffes sowie auch für die Geschichte des Namenspatrons. Auf seiner Website arbeitet er diese Ereignisse auf und nimmt virtuell die Rolle des Wilhelm Gustloff an, eines NSDAP-Funktionärs, der vom jüdischen Studenten David Frankfurter erschossen und danach von den Nationalsozialisten zum Märtyrer („Blutzeugen der Bewegung“) hochstilisiert wurde. In dieser virtuellen Welt ist Konny anonym und kann sich mit anderen Chattern wie Wolfgang Stremplin über die Gustloff-Thematik austauschen, wobei Wolfgang die Rolle des echten David Frankfurter annimmt. Konny nimmt im Internet sogar das Pseudonym „Wilhelm“ an, Wolfgang Stremplin hingegen den Namen „David“.
Es entwickelt sich eine „Feind-Freundschaft“ zwischen den beiden jungen Männern, die in einem persönlichen Treffen endet. Wolfgang, der die Rolle des Juden David Frankfurter eingenommen hat, lässt seine Liebe zum Judentum in sich selbst widerspiegeln, indem er im Chat vorgibt, echter Jude zu sein. Beim Treffen schändet Wolfgang in Konrads Augen die ehemalige Gedenkstätte Gustloffs durch dreimaliges Spucken, weswegen Konny, der zum Ende der Novelle ohne Sinn für die Realität rechtsextrem geworden ist, jenen – wie einst Frankfurter Gustloff – mit vier Schüssen aus einer Pistole, die seine Großmutter Tulla ihm geschenkt hatte, tötet. Konny stellt sich der Polizei mit den Worten „Ich habe geschossen, weil ich Deutscher bin“. Dies spiegelt das Geschehen in der Vergangenheit wider: Nachdem der echte David Frankfurter Wilhelm Gustloff erschossen hatte, stellte er sich mit den Worten „Ich habe geschossen, weil ich Jude bin“.
Der Ich-Erzähler muss schließlich entsetzt feststellen, dass sein inhaftierter Sohn nun selbst als neuer „Blutzeuge“, sprich als faschistisches Märtyrerbild, im Internet gefeiert wird.

## Personen

### Konrad Pokriefke
Konrad (auch „Konny“ genannt) ist der Sohn von Paul Pokriefke, mit dem er aufgrund der Scheidung seiner Eltern nur wenig Kontakt hat, und Gabi, die ihn antiautoritär erzieht. „Er ist typischer Einzelgänger, schwer sozialisierbar.“ Weiterhin ist er sehr intelligent, was sich daran zeigt, dass er im Gefängnis sein Abitur mit einem Durchschnitt von 1,6 ablegt. Er hat ein sehr gutes Verhältnis zu Tulla, die ihm viele Geschichten von der Wilhelm Gustloff erzählt, weshalb er eine neonazistische Einstellung entwickelt und die Website www.blutzeuge.de ins Leben ruft. Dort verbreitet er seine Ansichten bezüglich der Geschichte Gustloffs und trifft auf Wolfgang Stremplin, mit dem er sich heiße Wortgefechte liefert, aber dennoch durch die Vorliebe für Tischtennis und ein ähnliches Charakterbild eine Art Hassliebe entwickelt. Er vertritt auch die als „typisch deutsch“ angesehenen Eigenschaften wie Prinzipientreue, Ordnung, Fleiß und Hilfsbereitschaft.

### Tulla (Ursula) Pokriefke
Die Mutter des Erzählers Paul Pokriefke wird im Jahre 1927 in Danzig als Tochter von August und Erna Pokriefke geboren. Tulla ist eine von wenigen Überlebenden des Untergangs der Wilhelm Gustloff (KdF-Schiff) am 30. Januar 1945. Kurz nach der Rettung, auf dem Torpedoboot „Löwe“, gebiert sie ihren Sohn Paul.
Mit 21 Jahren beendet sie erfolgreich ihre Tischlerlehre und leitet darauf als SED-Mitglied die Tischlereibrigade.
Sie schafft es nicht, ihren Sohn, zu dem sie ein sehr angespanntes Verhältnis hat (Zitat: „Die Hexe mit Fuchspelz um den Hals.“), davon zu überzeugen, ein Buch über das Unglück zu schreiben, damit es nicht in Vergessenheit gerät.
Da Tulla sehr zielstrebig und hartnäckig an die Sache herangeht, versucht sie nun, diese Aufgabe an ihren Enkel Konrad heranzutragen (Zitat: „Doch als aus mir kein Funken zu schlagen war und nur Zeit verpuffte, begann sie – kaum war die Mauer weg – meinen Sohn zu kneten.“).
Die weißhaarige alte Dame mit dem Fuchs um den Hals ist eine politisch schwer zu klassifizierende Figur der Novelle.
Die Figur der Tulla Pokriefke tritt bereits in den Werken Hundejahre und Katz und Maus als bedeutende Randfigur in Erscheinung. Ihr Auftreten im vorliegenden Werk schließt sich nahtlos an. So werden Handlungsstränge aus beiden Werken, zum Beispiel der Tod des taubstummen kleinen Bruders Konrad, hier eingeflochten und Charaktere wie Jenny Brunnies, Eddie Amsel, Harry Liebenau und Walter Matern aus der Danziger Trilogie erwähnt. Jenny Brunnies ist die Ziehmutter des Ich-Erzählers Paul. Harry Liebenau und Walter Matern werden als mögliche Väter genannt.

### Die Figur des Alten
Der Alte wird als weitere Figur zwischen Grass und dem Erzähler Paul Pokriefke platziert, er weiß mehr als der Erzähler und setzt diesen in einem hierarchischen Verhältnis unter Druck. Der Erzähler bezeichnet ihn als „Arbeitgeber“ oder „Boss“, als den, der ihn immer wieder zum Aufschreiben der Geschichte dränge. Grass sieht sich selbst in dieser Figur. Ein deutlicher Hinweis hierauf zeigt sich im 4. Kapitel: Der „Alte“ wird von Paul Pokriefke als jemand beschrieben, der sehr an Danzig (Geburtsstadt von Grass) hänge, in den vergangenen Jahren nie dazu gekommen sei, eine derartige Fluchtgeschichte zu schreiben, und der den „Wälzer Hundejahre“ geschrieben habe. Pauls Auftraggeber, einer seiner früheren Dozenten, trägt also autobiographische Züge des Autors.
Dem Autor gibt die Figur des Alten die Möglichkeit, deutlich zu machen, dass eine Gleichsetzung von Autor und Ich-Erzähler hier nicht möglich ist; Grass wählt in Pokriefke eine Figur, die sich deutlich von ihm absetzt, um aus dessen Perspektive „seinen“ Stoff zu vermitteln.

## Verweise auf die Danziger Trilogie
In Im Krebsgang erfährt die Danziger Trilogie eine Fortführung in der Gegenwart, indem einige aus der Trilogie bekannte Charaktere dort auftreten und einige Ereignisse aufgegriffen werden. Zusammen mit Grass’ zwischenzeitlichem Werk Örtlich betäubt und der Danziger Trilogie ist Im Krebsgang auch als Danzig-Quintett bezeichnet worden.

## Ausgaben
- Günter Grass: Im Krebsgang. Eine Novelle. Steidl, Göttingen 2002, ISBN 3-88243-800-2. (14 Wochen lang im Jahr 2002 auf dem Platz 1 der Spiegel-Bestsellerliste) (auch als Taschenbuch bei dtv)